# Жозеф Вінуа
Жозеф Вінуа (народився 10 серпня 1800 року в Сент-Етьєнн-де-Сен-Жуар (Франція) і помер 27 квітня 1880 року в Парижі (Франція) — генерал і сенатор Другої імперії, кавалер Великого хреста Ордена Почесного легіону, нагороджений Воєнною медаллю та Великий канцлер Ордена Почесного легіону.
Здобувши освіту в семінарії, вступив до королівської гвардії в 1823 році, ставши сержантом у 1826 році, він брав участь у колоніальному завоюванні Алжиру, де взяв участь у взятті Алжиру в 1830 році. Воював під час Кримської війни, де в 1855 році отримав звання дивізійного генерала. Під час Франко-прусської війни 1870 року він командував 13-м армійським корпусом, а під час облоги Парижа — III-ю армією оборони столиці. Потім він бере участь у кампанії версальців проти Паризької комуни. Щоб віддячити йому за «його нещодавні заслуги під час та після облоги Парижа», Адольф Тьєр призначає його великим канцлером Ордена Почесного легіону у квітні 1871 року, перш ніж він візьме участь у Кривавому тижні в травні 1871 року. Він йде з посади в лютому 1880 року і помирає через два місяці.

## Біографія

### Сім'я
Він син П'єра Вінуа (1754-1817), шкіряника, та Маргеріт Ізерабль. Він дядько генерала Жозефа Венсендона.

### Молодість
Жозеф Вінуа спочатку мав намір стати священнослужителем і навіть вступив до семінарії, яку швидко покинув, щоб вступити в 1823 році до королівської гвардії. У 1826 році він став сержантом 14-го лінійного полку.

## Завоювання Алжиру
У 1830 році він бере участь в експедиції до Алжиру. Поранений у бою під Стауелі, він був призначений молодшим лейтенантом і послідовно здобув у Французькому Іноземному легіоні всі свої звання в колонії, аж до полковника 2-го зуавського полку.
Призначений бригадним генералом 10 серпня 1853 року, він командував 1-ю бригадою 2-ї дивізії експедиційного корпусу Кабілії Баборів.

## Кримська війна
Потім він бере участь у Кримській війні, в облозі Севастополя (битва під Малаховим курганом). 22 вересня 1855 року його було підвищено до дивізійного генерала.

## Австро-італо-французька війна
Під час австро-італо-французької війни в 1859 році він бере участь у битві під Маджентою, а потім у битві під Сольферіно.

## Французько-прусська війна
Досягнувши граничного віку, він йде у відставку з дійсної служби в 1865 році і призначається сенатором. Але коли спалахнула франко-прусська війна 1870 року, його знову викликали на чолі XIII армійського корпусу, який був приведений у бойову готовність лише через кілька днів після оголошення війни і ще не досяг Мезієра під час битви під Седаном.
Вінуа, однак, завдає значних втрат 6-му прусському армійському корпусу Вільгельма фон Тюмплінга.
Його підрозділ, останній у французькій армії, який ще не зазнав поразки, зміг дістатися Парижа 7 вересня 1870 року. Під час облоги Парижа Вінуа командував 4-ю піхотною дивізією, а також III-ю армією і керував усіма операціями на південь від столиці і був на чолі своїх військ під час бою під Монмеслі 17 вересня.
16 грудня 1870 року він був удостоєний звання кавалера Великого хреста Ордена Почесного легіону після 47 років служби та 24 кампаній.
Після вимушеної відставки Луї Жуля Трошу, що стало наслідком поразки під Бузенвалем 20 січня 1871 року, Вінуа став головнокомандувачем армії Парижа.
З 23 січня він допомагав Жулю Фавру, міністру закордонних справ, у переговорах про перемир'я, проти якого виступали кілька міністрів уряду національної оборони, зокрема Леон Гамбетта.

### Великий канцлер Почесного легіону
6 квітня 1871 року його було призначено великим канцлером Ордена Почесного легіону, посада, яка залишалася вакантною після смерті генерала де Флао 3 вересня 1870 року. Відтоді він зайнявся відновленням палацу Сальм, де знаходилася Велика канцелярія, спаленого комунарами.

## Придушення Паризька комуна (1871)
Під час кампанії 1871 року він боровся проти Паризької комуни на чолі армійського корпусу. Він виступив проти одного з вилазок комунарів, які думали піти взяти Версаль, і 4 квітня 1871 року наказав розстріляти деяких захоплених офіцерів, серед яких був генерал Дюваль, його начальник штабу та командир добровольців Монружа.
23 травня, під час Кривавого тижня, він знову взяв під контроль палац Тюїльрі, де повстанці влаштували пожежу, щоб уповільнити просування версальців, а потім Лувр.
Для відновлення канцелярії Почесного легіону, спаленої федералами, він відкрив підписку, в якій мали брати участь лише легіонери. Ця підписка за кілька місяців принесла понад 700 000 франків.
24 червня 1871 року він був нагороджений Військовою медаллю, найвищою відзнакою для генерала.

## Останні роки
Він помер 27 квітня 1880 року. Його похорон відбувся 3 травня 1880 року в церкві Сен-Філіп-дю-Руль. Він похований у Нанті на цвинтарі Милосердя, в каплиці Вінуа-Лурман.

## Відзнаки

### Французькі відзнаки
- Військова медаль (24 червня 1871 р.)
- Великий хрест Почесного легіону (16 грудня 1870 р.):
  - Великий офіцер (17 червня 1859 р.)
  - Командор (18 лютого 1852 р.)
  - Офіцер (27 квітня 1845 р.)
  - Кавалер (8 жовтня 1834 р.)
- Офіцер Академічних пальм

### Іноземні відзнаки
- Командор ордена Святих Маврикія та Лазаря (Королівство Італія);
- Кавалер ордена Меджидіє 2-го класу (Османська імперія).